# Kai Wegner
Kai Peter Wegner (West-Berlijn, 15 september 1972) is een Duits politicus van de CDU. Sinds 2023 is hij regerend burgemeester van de Duitse hoofdstad Berlijn.

## Biografie
Kai Wegner werd in 1972 geboren in West-Berlijn en groeide op in Berlin-Spandau. Na de middelbare school, die hij zonder diploma verliet, diende hij tussen 1993 en 1994 bij de Luftwaffe. Aansluitend volgde hij een opleiding tot verzekeringsagent en was hij werkzaam bij een verzekeringsmaatschappij. Van 2002 tot 2012 werkte hij als managementconsultant in Berlijn.

### Politieke loopbaan
In 1989 sloot Wegner zich aan bij de Junge Union, de jongerenafdeling van de christendemocratische CDU. Binnen die partij was hij aanvankelijk vooral op lokaal niveau actief: zo was hij van 1995 tot 1999 lid van de districtsraad van Berlin-Spandau en van 2000 tot 2003 voorzitter van de Berlijnse afdeling van de Junge Union. Tussen 1999 en 2005 had hij zitting in het Huis van Afgevaardigden van Berlijn.
In oktober 2005 stapte Wegner over naar de landelijke politiek, nadat hij bij de federale verkiezingen van dat jaar was verkozen in de Bondsdag. Hij werd er nog driemaal herkozen (in 2009, 2013 en 2017) en zou in totaal zestien jaar in de Bondsdag actief blijven. Als parlementslid hield hij zich voornamelijk bezig met Woningbouw en Milieu. In 2017 stemde hij, in tegenstelling tot een meerderheid van zijn partijgenoten, vóór de invoering van het homohuwelijk in Duitsland.

In mei 2019 werd Wegner, als opvolger van Monika Grütters, benoemd tot CDU-voorzitter in Berlijn. Hij maakte op dat moment al jarenlang deel uit van het lokale partijbestuur, onder meer als vicevoorzitter (2000–2002) en secretaris-generaal (2011–2016).

#### Burgemeester van Berlijn
Als CDU-leider trad Wegner bij de Berlijnse verkiezingen van 2021 aan als lijsttrekker. Zijn partij werd echter verslagen door de SPD en tevens voorbijgestreefd door Bündnis 90/Die Grünen. Wegner wist zich desondanks te verzekeren van een zetel en nam na zestien jaar afscheid van de Bondsdag om opnieuw zitting te nemen in het Huis van Afgevaardigden. Hij werd er oppositieleider tegen de linkse regering van Franziska Giffey.
Elf maanden later werden de verkiezingsresultaten door het Grondwettelijk Hof van Berlijn ongeldig verklaard wegens onregelmatigheden. In februari 2023 werden nieuwe verkiezingen georganiseerd en Wegner trad opnieuw aan als Spitzenkandidat. Tijdens zijn campagne verklaarde hij de woningnood in Berlijn te willen aanpakken door onder meer het terrein van het voormalige vliegveld Tempelhof te bebouwen, een controversieel plan dat in een referendum in 2014 nog werd verworpen. Een ander speerpunt in zijn campagne was het verlengen van Bundesautobahn 100 en het stopzetten van fietsvriendelijke projecten.
Mede door de impopulariteit van Giffey behaalden de christendemocraten ditmaal een grote winst: de CDU groeide van 18% naar ruim 28% van de stemmen en werd daarmee voor het eerst sinds 1999 weer de grootste partij in Berlijn. Hoewel de zittende regeringscoalitie haar meerderheid wel behield, eiste Wegner zijn rol in de formatie van een nieuwe regering op.
Na twee maanden onderhandelen werd tussen CDU en SPD een zogeheten grote coalitie gevormd, die op 27 april 2023 aantrad. Wegner werd in drie stemrondes verkozen tot Regierender Bürgermeister en zo de eerste CDU-burgemeester van Berlijn sinds Eberhard Diepgen (1991–2001). Zijn senaat omvat (naast hemzelf) vier senatoren van de CDU, vijf senatoren van de SPD en één onafhankelijke. Hieronder zijn ook de plaatsvervangende burgemeesters Franziska Giffey (SPD) en Stefan Evers (CDU).

### Persoonlijk
Kai Wegner heeft sinds 2023 een relatie met Katharina Günther-Wünsch, die senator van Onderwijs is in zijn kabinet. Hij heeft twee kinderen uit een eerdere relatie en tevens een kind uit een eerder huwelijk.